# 特拉揚鄉 (巴克烏縣)
46°38′N 27°2′E / 46.633°N 27.033°E
特拉揚鄉（羅馬尼亞語：Comuna Traian, Bacău），是羅馬尼亞的鄉份，位於該國東北部，由巴克烏縣負責管轄，面積36平方公里，海拔高度177米，2007年人口2,952，人口密度每平方公里82人。